# 奧里亞霍沃
奧里亞霍沃是保加利亞的城鎮，位於該國西北部多瑙河右岸，距離首府弗拉察70公里，由弗拉察州負責管轄，海拔高度173米，受大陸性氣候影響，2009年人口5,400。

## 外部連結
- 360 degree virtual panoramas from Oryahovo （页面存档备份，存于）